# كييتا فجيمرا
كييتا فجيمرا (باليابانية: 藤村 慶太) (2 سبتمبر 1993 في موريوكا في اليابان – )؛ هو لاعب كرة قدم ياباني سابق كان يلعب كلاعب وسط.

## وصلات خارجية
- كييتا فجيمرا على موقع رابطة كرة القدم اليابانية للمحترفين (اليابانية)
- كييتا فجيمرا على موقع قاعدة بيانات كرة القدم.إي يو (الإنجليزية)
- كييتا فجيمرا على موقع Soccerway.com (الإنجليزية)
- كييتا فجيمرا على موقع عالم كرة القدم.نت (الإنجليزية)
- كييتا فجيمرا على موقع كووورة